# Pekloves
Pekloves je malá vesnice, část města Železnice v okrese Jičín. Nachází se asi 4 km na severozápad od Železnice. V roce 2009 zde bylo evidováno 8 adres. V roce 2001 zde trvale žilo 6 obyvatel.
Pekloves leží v katastrálním území Cidlina o výměře 4,44 km².

## Galerie

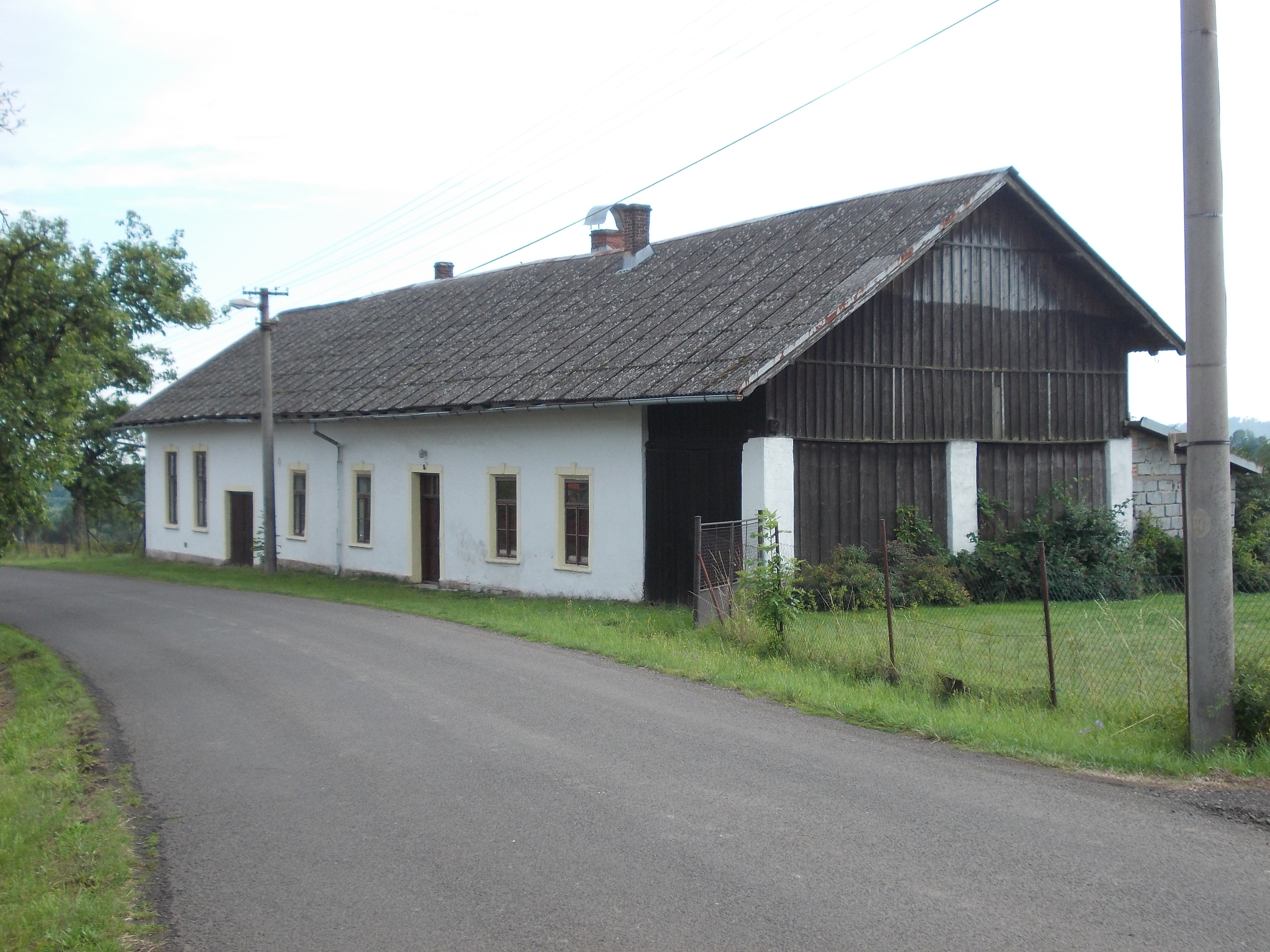
Objekt bývalé hospody U Rydvalů
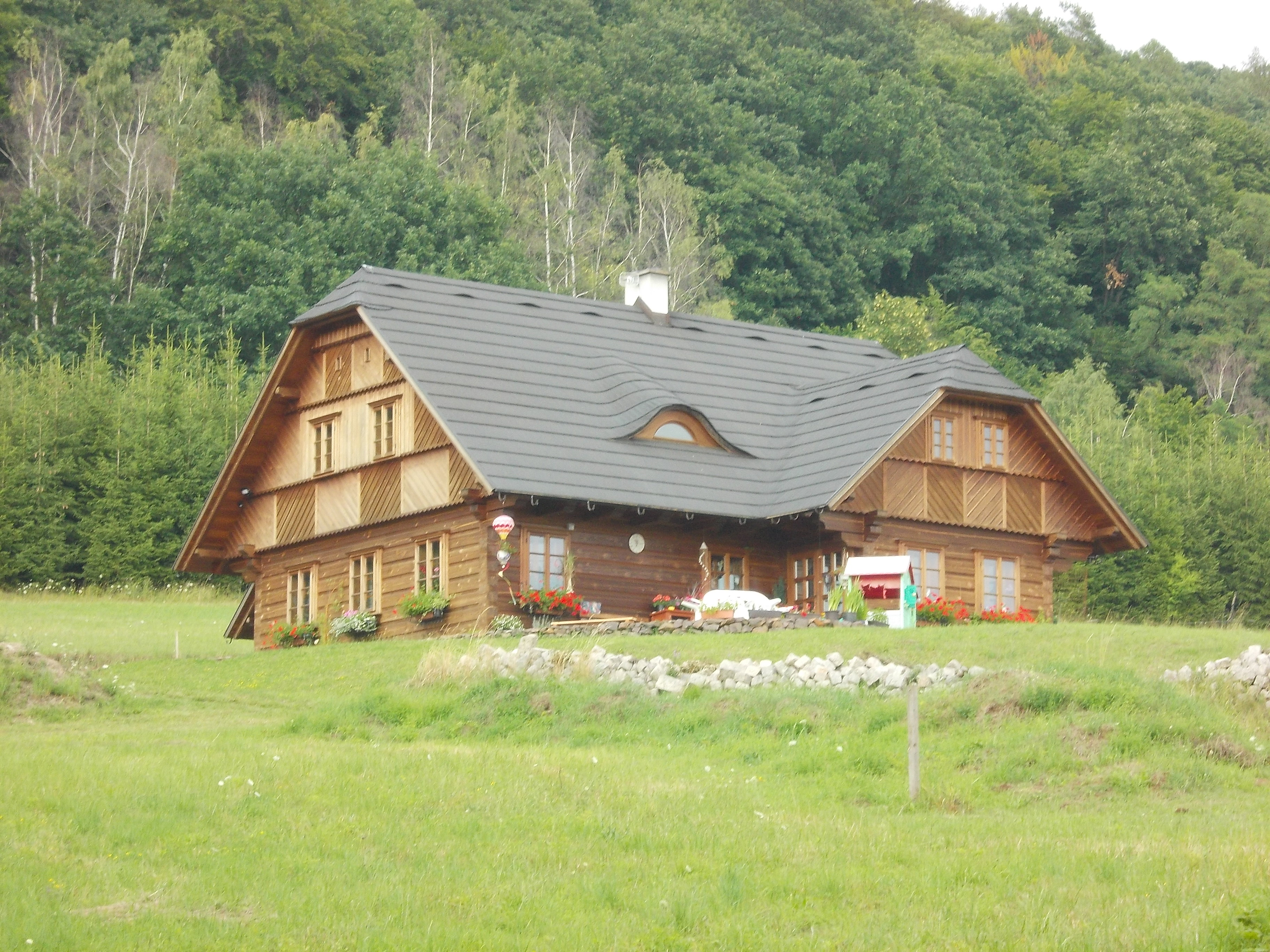
Dřevostavba
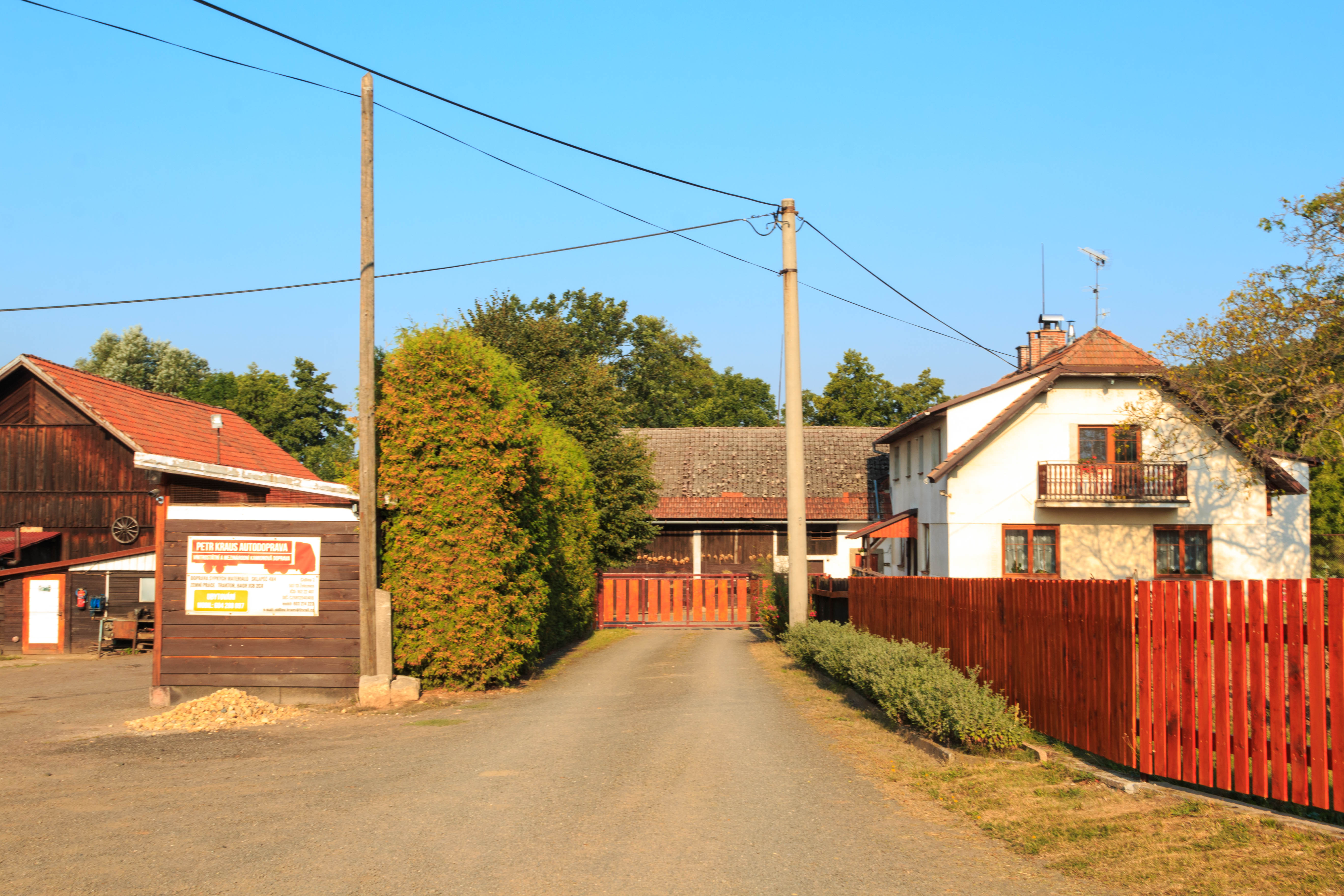
Pekloves u Železnice – čp. 3
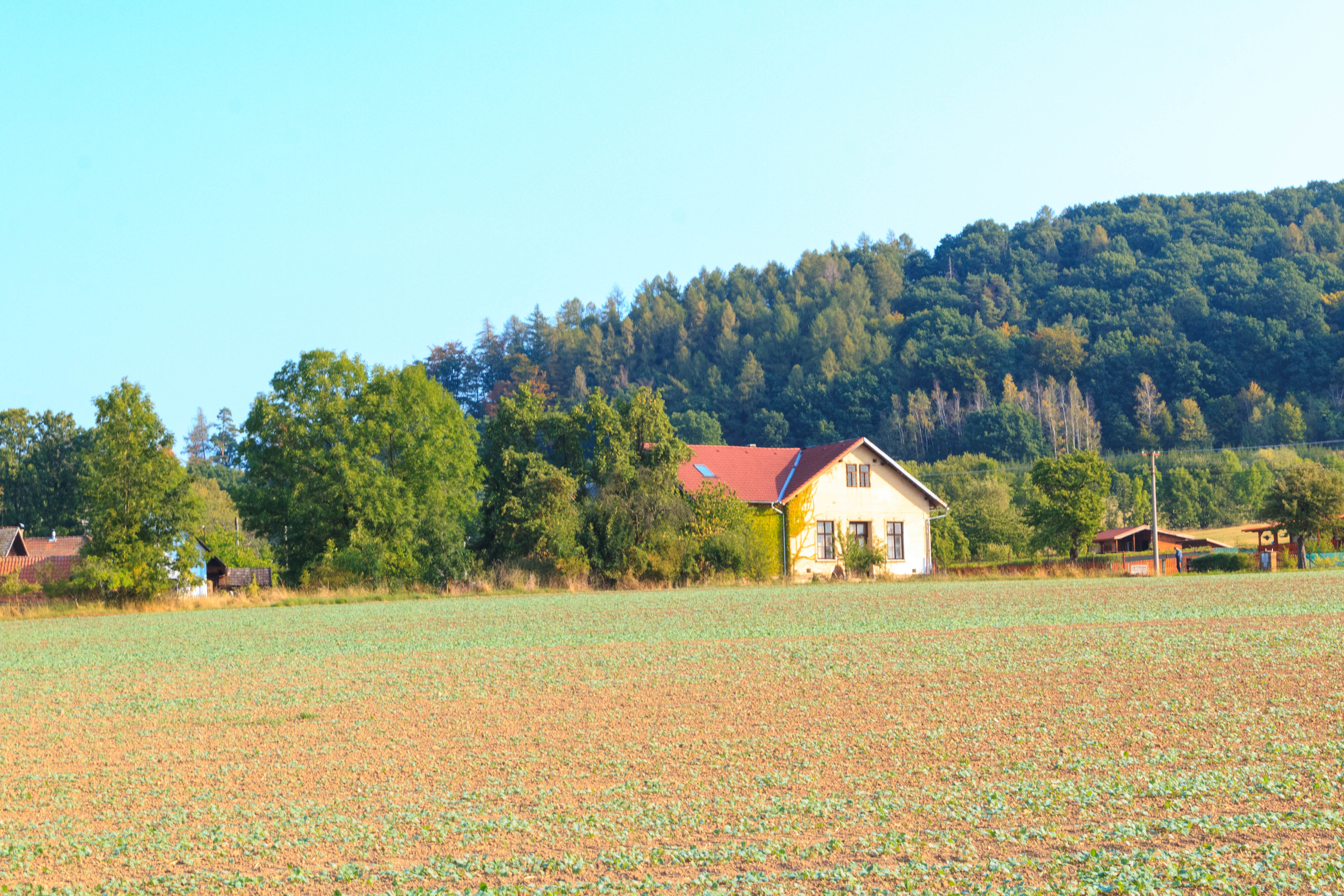
Pekloves u Železnice – čp. 5